# Одун-базар капуси
Оду́н-база́р капуси́ (крим. Odun Bazar qapusı, «брама дров'яного базару») — частина міста-фортеці Гезльов (сучасної Євпаторії). Перша згадка про існування брами припадає на 1666 рік. Брама неодноразово перебудовувалася та остаточно була зруйнована в 1959 році. 2007 року об'єкт був відновлений на кошти підприємців із числа кримських татар. Розташована на перетині вулиць Караїмської та Караєва.

## Історія

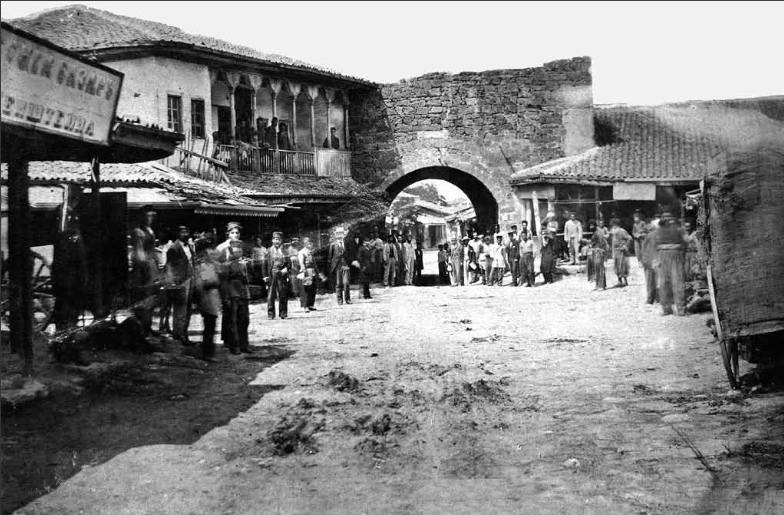
Брама в 1890 році

Будівництво кріпосних мурів навколо Гезлева (сучасної Євпаторії) було розпочато наприкінці XV століття і закінчено до середини XVI століття. Османський мандрівник Евлія Челебі, який відвідав місто в 1666 році, згадував про 24 вежі, покритих черепицею, і 5 брам. Брама дров'яного базару перебувала у східній частині фортеці, розташовуючись навколо ділянки торговельно-ремісничого кластера міста. Ширина брами становила 11,87 метрів, а довжина проїзду 12,5 метрів.
Брама і прилеглі мури постраждали від пожежі, яка могла відноситься до набігу козаків 1633 року або захоплення міста в 1736 році російськими військами під час війни з Османською імперією.
Вірменський мандрівник Мінас Бжішкян, який відвідав фортецю в 1820-і роки залишив такі спогади: «Одун Базар Капуси (Деревянные базарные ворота), что до сих пор стоит посреди рынка; у них имеется башня и маленькая дверь, называемая Тешик, на которой высечены двойные груди в качестве эмблемы». Краєзнавець Василь Кондаракі напркінці XIX століття назвав браму як Хіз-кулесі (фортеця діви), кажучи про наявність на ній емблеми із зображенням жіночого обличчя.

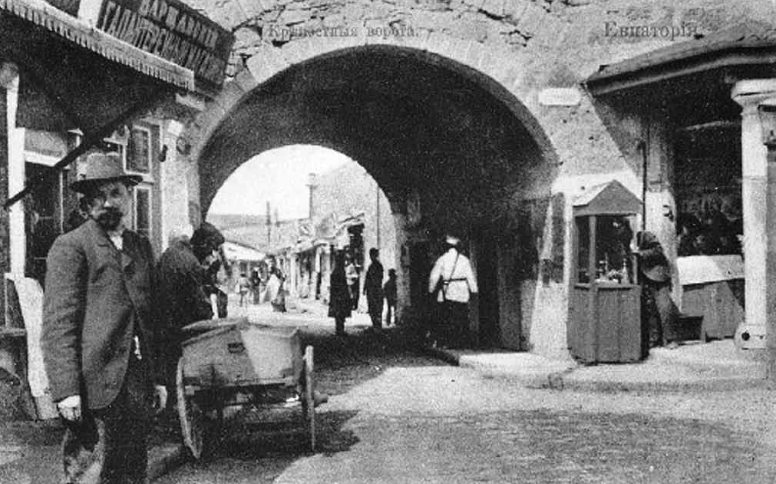
1912 рік

Указом Катерини II від 10 лютого 1784 року було розпочато роботи з відновлення укріплень Євпаторії. До цього часу відносяться значна перебудова брами. Внутрішній простір брами було розділено на сім частин: шість приміщеннями з циліндричними склепіннями і проїзд (посилений арками і переритими циліндричним склепінням). Через перебудову простору всередині брами вже було неможливо розміщувати гармати, тим не менш, отвір для бійниць зберігся. В результаті перетворень у брами з'явилася ще одна назва — «Кемер-капу» (Аркова брама).
До початку XVII століття фортечні мури навколо міста прийшли в занепад і були розібрані. Аварійний стан брами змусив місцеву владу провести ремонтні роботи, які тривали з 1837 по 1841 рік. У своєму рапорті від 1837 року помічник Таврійського губернського архітектора Хімотченко повідомляє, що «в передней части ворот, в своде оных по всей арке сделалась столь значительная трещина, что передняя часть ворот отклонилась от своей оси и впоследствии угрожала падением». Ремонтні роботи проводив інженер-поручик М. Коршунов. На той час висота східного муру брами становила 8,54 метра, а ширина — 9,43 метра.
Наприкінці XIX століття на брамі була встановлена мармурова дошка з продряпаним хрестом.

### Занепад і руйнування

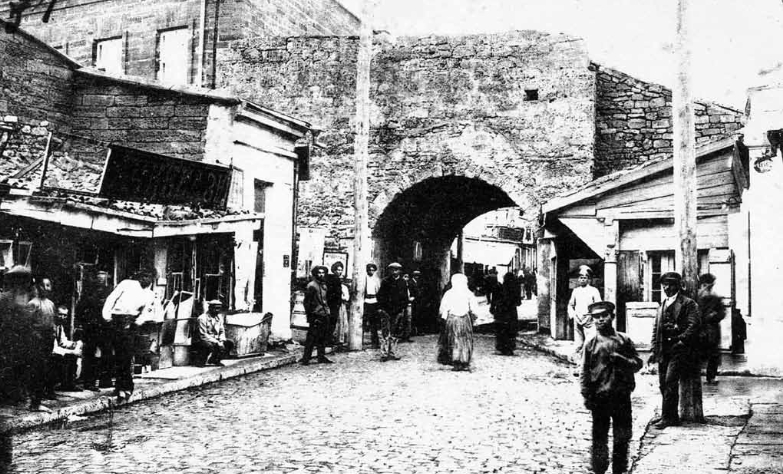
1916 рік

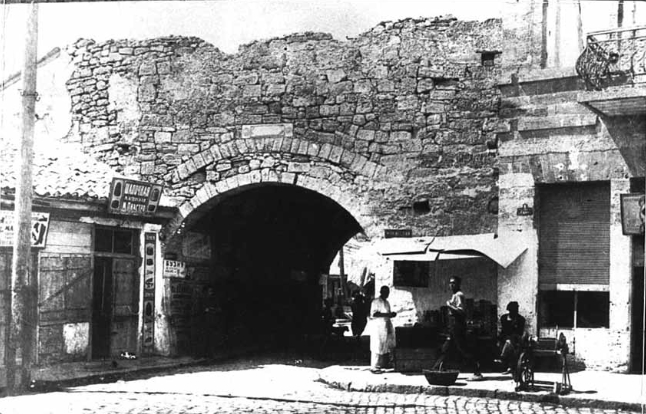
1920 рік

У ХХ столітті пам'ятка занепадає. До брами починають прибудовувати капітальні будівлі, замість дерев'яних овочевих крамниць, що містилися там. Ще в XIX столітті поруч із брамою була побудована кав'ярня, а наступного століття вона була замінена на двоповерховий будинок. У 1920-ті роки відбулося розбирання верхніх рядів брами, через що висота Одун-базару зменшилася на півтора метра. 1935 року поруч із брамою був збудований хлібозавод.
Згідно з висновком про стан пам'яток архітектури Євпаторії від 1937 року, складеним міським інженером Т. М. Братчиковим, інженером Євпаторійської контори Кримдержпроєкту С. М. Михайловим, архітектором П. І. Голландським та директором Євпаторійського музею Я. Г. Благодарним, брама мала безліч дефектів і тріщин. 1951 року старший інженер інспекції Держархбудконтролю В. Ш. Цибулевськой і директор Євпаторійського музею Б. А. Єрмак склали акт технічного огляду об'єкту, де був зроблений висновок про його аварійний стан.
Попри наявні проблеми об'єкту, Управління у справах архітектури Євпаторії в 1947 році взяло пам'ятку на облік. 1950 року був виконаний макет брами, виконаний на замовлення Євпаторійського краєзнавчого музею. До 1957 року висота брами була зменшена до 4,8 метрів.
Рішенням Євпаторійського міського виконкому від 1959 року брама була знесена через те, що пам'ятка, на думку влади, перешкоджала руху автотранспорту. Разом зі знесенням пам'ятки був знищений культурний шар під ним, що надалі не дозволило визначити точну дату її спорудження.

### Подальша доля
У 1979 році працівники Євпаторійського музею О. С. Бірюков, В. В. Марченко, С. В. Приднев виконали пробний шурф у південній половині брами для встановлення дати спорудження об'єкту та пошуку підземного ходу. Пізніше, у 1990 і 2000 роках, фундамент воріт постраждав від прокладки траншей телефонного кабелю і газопроводу. Бетонний каналізаційний колектор, установлений в 1990 році, був виконаний із помилкою і за призначенням ніколи не працював.
Підготовка до реставрації брами була розпочата в 1990 році інститутом «Укрпроєктреставрація» під керівництвом архітектора Юрія Лосицького, проте через нестачу коштів не була завершена навіть підготовка документації.
Розпорядженням Держкомітету з охорони і використання пам'яток історії та культури Республіки Крим від 27 червня 1994 року пам'ятка була включена до «Переліку знову виявлених об'єктів — будівель і споруд, що являють історико-культурну цінність і підлягають державному обліку та охороні в м. Євпаторії» під назвою «Руїни і фундаменти кріпосної брами „Одун базар Капусу“ м. Гезлева».

### Відновлення

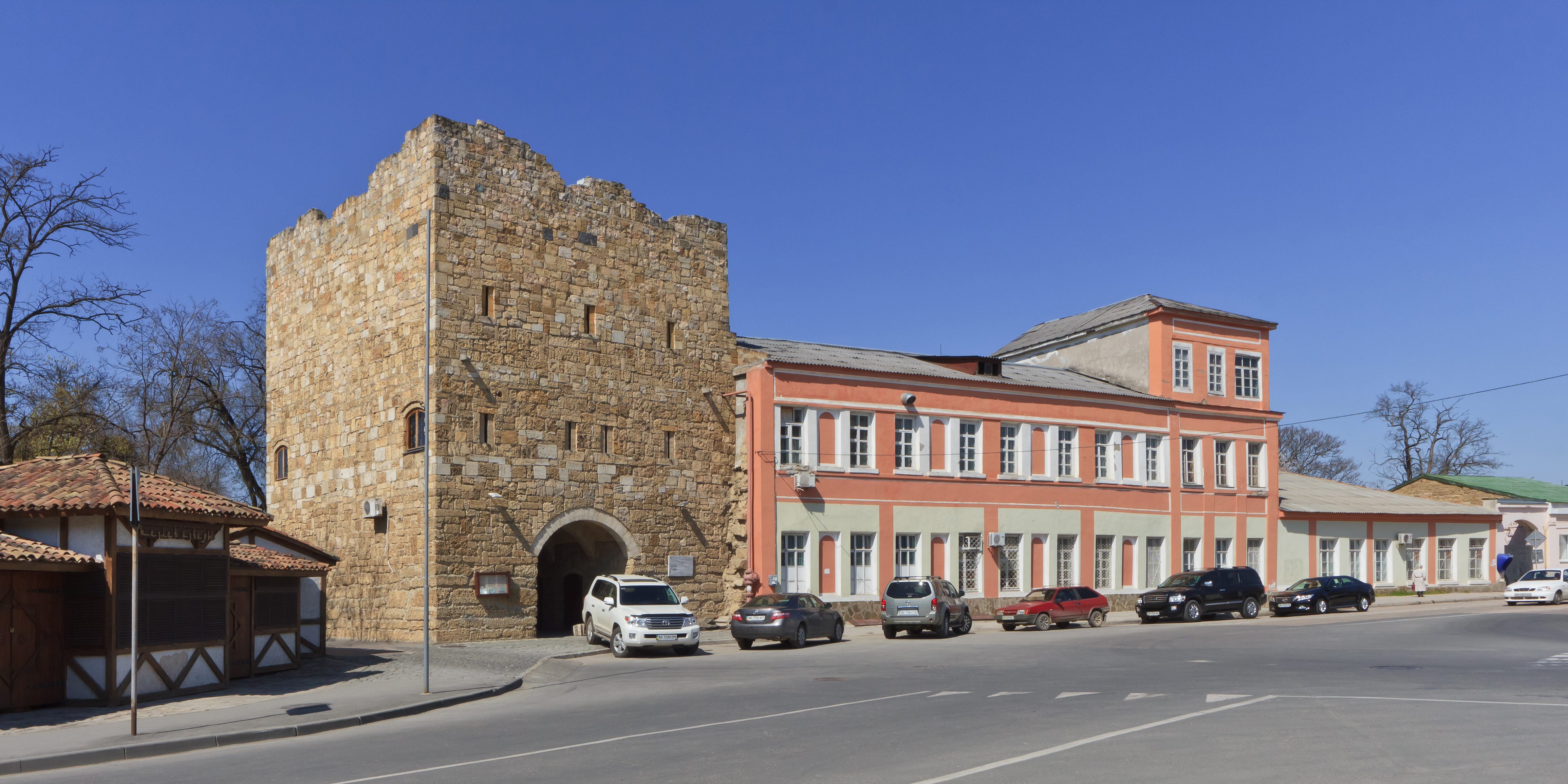
2014

У 2003 році влада Євпаторії запропонувала низці кримськотатарських підприємців відновити браму у первісному вигляді в рамках святкування 2500-річчя Євпаторії. У підсумку проєкт фінансувався членами Меджлісу кримськотатарського народу Ділявером Мамбетовим та Зейнурою Якубовою, підприємцями Русланом Куртієвим та Ділярою Якубовою, а також за сприяння концерну «РДР».
Улітку 2003 року на території брами стартували археологічні роботи, що проводилися Кримською філією Інституту археології НАН України під керівництвом Сергія Пріднева. Спонсором робіт виступив підприємець Ділявер Мамбетов, директор підприємства «Берекет».

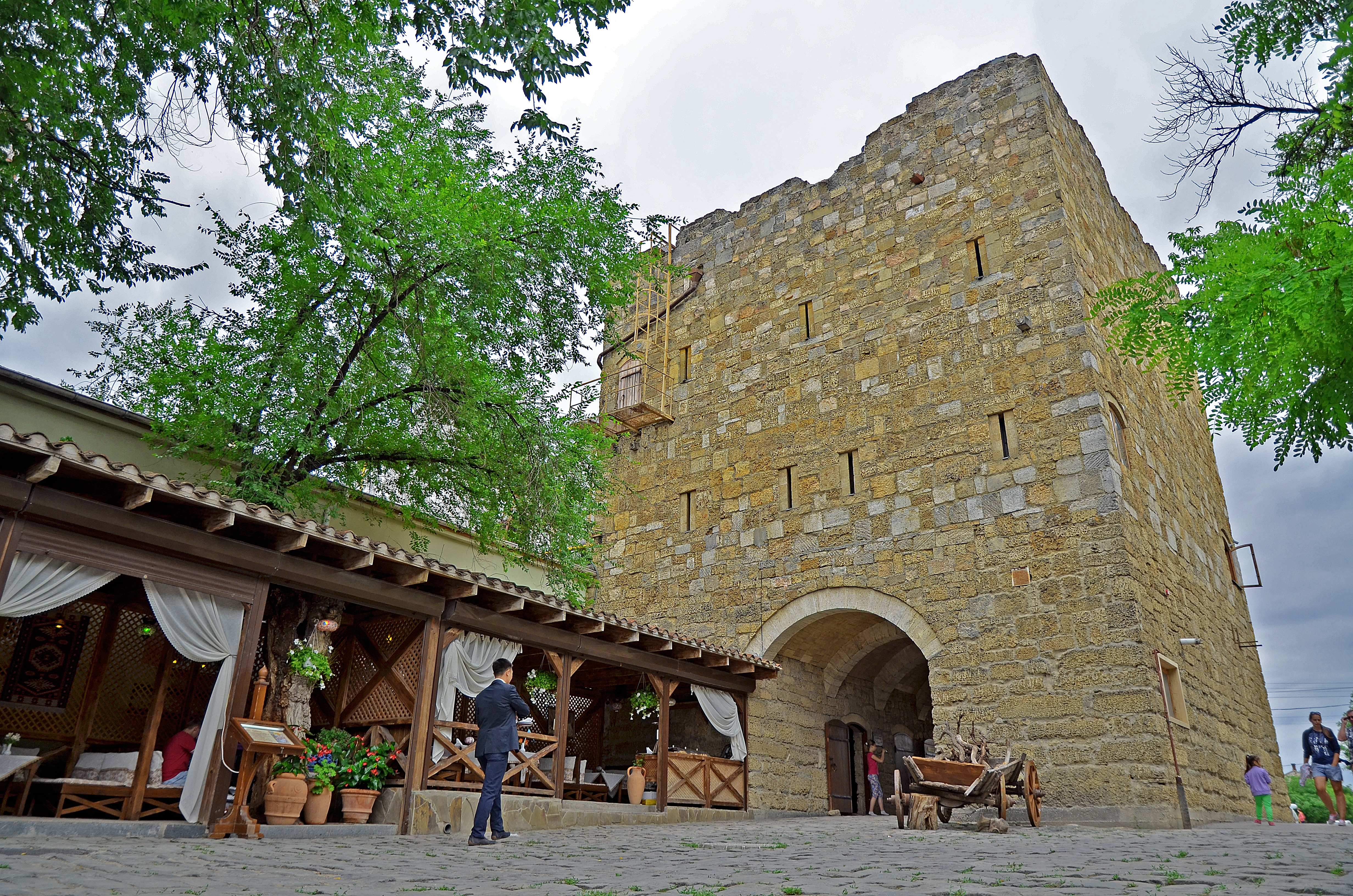
2015 рік

Відновлення брами почалося після завершення археологічних досліджень. Проєкт нової вежі був розроблений В. С. Марголіним із «Кримагропроєкту», який не був узгоджений із кримським комітетом з охорони і використання пам'яток історії та інститутом археології. Деталі проєкту ґрунтувалися на архівних фотоматеріалах і кресленнях. Новий об'єкт був зсунутий, щодо початкового для запобігання руйнування історичного фундаменту. Однією з головних проблем під час спорудження будівлі стала наявність підземних комунікацій, які довелося пересунути. Будівництво об'єкту тривало чотири роки та обійшлося в 175 тисяч доларів. Відкриття відновленої брами відбулося в серпні 2007 року, за присутності керівників Меджлісу Мустафи Джемілєва та Рефата Чубарова.
Після завершення будівництва брами, була музеєфікована оригінальний мур брами (площа 500 м²) та залишки північної половини брами (33 м²). Для обслуговування нового об'єкту була створена туристична фірма «Ельке». На другому поверсі брами розташувався кримськотатарський ресторан, а на третьому — музей «Брама Гезлева», де міститься макет середньовічної Євпаторії розміром 5 на 9 метрів, виконаний фахівцями з Харкова.